# Glossodoris pallida
Glossodoris pallida is een zeenaaktslak die behoort tot de familie van de Chromodorididae. 

## Kenmerken
De slak heeft een sneeuwwitte kleur met een verdikte gekarteld mantelrand. Zowel de kieuwen als de rinoforen zijn wit. De wetenschappelijke naam pallidus komt uit het Latijn en betekent bleek, verwijzend naar de bleke, witte kleur van de slak. Ze wordt, als ze volwassen is, zo'n 2 tot 4 cm lang. 

## Leefwijze
Deze soort voedt zich met sponzen.

## Verspreiding en leefgebied
Deze slak leeft in het westen van de Grote Oceaan, ze wordt vaak aangetroffen langs de kusten van Indonesië en in het noorden van Australië.